# 信太山駐屯地
信太山駐屯地（しのだやまちゅうとんち、JGSDF Camp Sinodayama）は、大阪府和泉市伯太町官有地に所在し、第37普通科連隊等が駐屯する陸上自衛隊の駐屯地である。
駐屯地司令は第37普通科連隊長が兼務。最寄の演習場は信太山演習場。

## 沿革
日本陸軍信太山駐屯地
- 1919年（大正8年）11月：陸軍野砲兵第4連隊第1大隊が大阪市東区法円坂町（当時）から移駐し、陸軍信太山駐屯地として開設された[1]。

米陸軍
- 第二次世界大戦終結後の1945年（昭和20年）に占領軍に接収され以後は米軍が駐留する。
- 朝鮮戦争勃発までは米陸軍第25歩兵師団第27歩兵連隊が駐留する。
- 1950年（昭和25年）には米海兵隊の下士官養成学校として使用される[1]。

陸上自衛隊信太山駐屯地
- 1957年（昭和32年）9月2日：米軍の接収解除。

1. 陸上自衛隊信太山駐屯地として開設[2]。
2. 第7普通科連隊第3大隊、第4陸曹教育隊のほか業務諸隊が駐屯する[1]。

- 1961年（昭和36年）12月20日：第108教育大隊が松山駐屯地へ移駐。
- 1962年（昭和37年）1月18日：第3管区隊の第3師団への改編。第37普通科連隊が第7普通科連隊第3大隊を基幹として新編[1]。
- 1969年（昭和44年）８月1日：第4陸曹教育隊が松山駐屯地に移駐[3]。
- 2006年（平成18年）3月27日：第3師団の即応近代化師団への改編。

1. 第37普通科連隊が改編され対戦車中隊および本部管理中隊管理整備小隊を廃止し、対戦車中隊を基幹として第5普通科中隊を新編。
2. 第3後方支援連隊第2整備大隊第3普通科直接支援中隊（第37普通科連隊を支援）を新編。

## 駐屯部隊

### 中部方面隊隷下部隊
- 第3師団
  - 第37普通科連隊
  - 第3後方支援連隊
    - 第2整備大隊
      - 第3普通科連隊直接支援中隊：第37普通科連隊を支援
- 第49普通科連隊
  - 第3普通科中隊　※即応予備自衛官訓練実施時
- 中部方面会計隊
  - 第398会計隊
- 中部方面システム通信群
  - 第104基地システム通信大隊
    - 第318基地通信中隊
      - 信太山派遣隊
- 信太山駐屯地業務隊

### 防衛大臣直轄部隊
- 警務隊
  - 中部方面警務隊
    - 第131地区警務隊
      - 信太山派遣隊

## 過去の駐屯部隊
- 1961年（昭和36年）12月20日移駐
  - 第108教育大隊「108教」：松山駐屯地へ移駐。

- 1962年（昭和37年）1月17日廃止
  - 第7普通科連隊第3大隊「7普-3-本」：第37普通科連隊に改編[1]。
- 1969年（昭和44年）８月1日移駐
  - 第4陸曹教育隊「4曹教」：松山駐屯地に移駐。

## 最寄の幹線交通
- 高速道路：阪和自動車道堺IC、岸和田和泉IC
- 一般道：国道26号、国道170号、国道309号、国道310号、国道480号、大阪府道2号大阪中央環状線、大阪和泉泉南線、大阪府道36号泉大津美原線、大阪府道・和歌山県道63号泉佐野岩出線
- 鉄道：JR西日本阪和線信太山駅
- 港湾：堺泉北港、和歌山下津港（共に特定重要港湾）、阪南港（重要港湾）、深日港（地方港湾）
- 飛行場：関西国際空港（第一種空港）

## 重要施設
- 京都大学複合原子力科学研究所（泉南郡熊取町）
- 原子燃料工業熊取事業所（泉南郡熊取町）
- 堺港発電所（出力200.0万kW。LNG式）（堺市堺区）
- 多奈川第二発電所（出力120.0万kW。石油）（泉南郡岬町）
- 信貴変電所（超高圧変電所）（柏原市）
- 八尾変電所（一次変電所）（八尾市）
- 南大阪変電所（一次変電所）（和泉市）
- 金剛開閉所（河内長野市）
- 日本製鉄関西製鉄所和歌山地区(堺)（大形形鋼生産拠点）（堺市堺区）
- UBE堺工場（リチウムイオン電池用電解液の一大生産拠点）（堺市堺区）
- 大阪製鐵堺工場（堺市堺区）
- 三井化学大阪工場（石油化学、アンモニア等の大型プラント保有）（高石市）
- ENEOS堺製油所（原油処理能力は日量15.6万バレル）（堺市西区）
- コスモ石油堺製油所（原油処理能力は日量8.0万バレル）（堺市西区）
- 大阪国際石油精製（原油処理能力は日量11.5万バレル）（高石市）
- 出光興産岸和田油槽所（岸和田市）
- 大阪ガス泉北製造所第1工場（堺市西区）、第2工場（高石市）
- 関西電力堺LNGセンター（堺市西区）
- 泉大津港湾流通センター（泉大津市）
- りんくう国際物流センター（泉佐野市）
- 浅香山浄水場（配水池容量は3.5万立方メートル）（堺市堺区）
- 陶器配水場（配水池容量は6.6万立方メートル）（堺市中区）
- 桃山台配水場（配水池容量は6.3万立方メートル）（堺市南区）
- 晴美台配水場（配水池容量は9.2万立方メートル）（堺市南区）
- 丹南浄水場（配水池容量は3.4万立方メートル）（松原市）
- 石川浄水場（配水池容量は1.1万立方メートル）（羽曳野市）
- 中部受水池兼低区配水池（配水池容量は1.8万立方メートル）（阪南市）
- 大阪府南大阪湾岸流域下水処理場（北部処理場（泉北郡忠岡町）、中部処理場（貝塚市）、南部処理場（泉南市））